# Dendrobium ovatum
Dendrobium ovatum là một loài thực vật có hoa trong họ Lan. Loài này được (L.) Kraenzl. mô tả khoa học đầu tiên năm 1910.